# Belonalys gracilenla
Belonalys gracilenla är en tvåvingeart som beskrevs av Krober 1912. Belonalys gracilenla ingår i släktet Belonalys och familjen stilettflugor. Inga underarter finns listade.